# Pheidole similigena
Pheidole similigena är en myrart som beskrevs av Wheeler 1937. Pheidole similigena ingår i släktet Pheidole och familjen myror. Inga underarter finns listade i Catalogue of Life.